# キムビアンカ
キムビアンカ（Kimbianca、9月11日生）は、日本の女性シンガーソングライター、パフォーマー。芸名は朝鮮語の「金（キム）」とイタリア語で白を意味する「ビアンカ」を組み合わせたものである。

## 生い立ち
神奈川県横浜市で韓国人の父と日本人の母との間に生まれる。

## 経歴

### 初期の経歴とバンド活動
大学在学中からダンサーとしての活動を開始する。東京都と大阪府を中心に振付師として活動し、小柳ゆきや宮地真緒、Leadなどを指導した。
2003年にクラブジャズバンド「izanami」を結成し、ボーカルとして活動。2005年にバンドは解散。芸能事務所G.P.Rに所属し「KimBIANCA」としてソロ活動を開始した。

### 2008年 - 現在：ソロ活動
2008年、ドリームファクターに所属。「キムビアンカ」に改名。交際関係として本人のブログに度々登場するミラクルひかる、IMALUはこの年に出会う。楽曲性、パフォーマンス形態を一新し、ボンデージを着用したLIVEを展開し始める。生前のタレント飯島愛参加のパーティーにてLIVEを披露。
2009年、渋谷を中心に1ヶ月に数本のクラブイベントでのレギュラーを持つようになる。
2010年4月4日に、デビュー・シングル「脱ぎなさいよ」を発売。発売初日に初回卸分が完売した。ミュージックビデオでは、濡れ場に挑戦し、「18禁PV」として口コミで広がる。動画サイトYouTubeで10,000/1日ビューを継続記録する。。同年9月20日付東京スポーツの芸能欄一面に掲載。「タコでオナニー」というキャッチコピーにて取り上げられ、この紙面にてバイセクシャルであることをカミングアウトした。このころから、YouTube「脱ぎなさいよ」ビュー数が上昇。YouTube側から「未成年閲覧禁止映像」と認定。18禁規制がかかる。

### ソーシャルツールでの意欲的活動
2010年3月21日、自身のCD『脱ぎなさいよ』リリースパーティーの模様をUSTREAMで生中継したことをきっかけに、毎日23時から、USTREAM番組「日刊キムビアンカ」を2011年末までオンエアし続けた。LIVEやレコーディング風景を生中継するのではなく「トーク」だけでほぼ1時間オンエアし続け、ファンの書き込みを全て読み上げ反応しやりとりを重ねる、という番組形態。
2010年6月〜7月にはサマーソニック出場をかけた「行けんのサマソニ!?」企画にエントリー。応募1400組中52位、女性ソロでは1位を獲得したが、サマソニへの出場は果たせなかった。
2010年8月、USTREAM上にて番組を生放送した、カシオペアの向谷実との交流がUSTREAM、Twitterを介してスタートする。偶然にも向谷が生放送で作曲をしている現場を視聴し、タイムライン上にサビ部分の作詞をしたその内容が採用され、これが後の九州新幹線公式応援歌さくらとなる。歌詞をツイートしたその翌日夜に向谷に招集され、向谷のスタジオでUSTREAM生放送中に歌詞を書き下ろす。当初この楽曲は中西圭三がメインボーカルを務めるべく、そのスタジオにも同じく招集されていたが、本人がメインボーカルを務めた。（中西は「さくら」のコーラスを担当している）

### 新宿2丁目
2011年2月よりイベント「真夜中は別の顔Vol1」を発足。オーガナイザーとなる。タレントと新宿2丁目のコラボレーション、をテーマに、この第1弾目から、古くから友人である芸人ミラクルひかるをゲストに招聘。2012年にオープンするポータルサイト「2CHOPO」共同編集長ドラァグクイーン：バブリーナとはこのイベント開催を機に出会う。
2011年5月、イベント「真夜中は別の顔Vol2」開催。ゲストにミラクルひかる、IMALU、ドラァグクイーン：ブルボンヌを招聘。
2011年6月、イベント「真夜中は別の顔Vol3」開催。ゲストにミラクルひかる、ドラァグクイーンHOSSYを招聘。
2011年7月、バブリーナと新宿2丁目発信のUSTREAM「週刊ばぶとキムビ」をスタート。毎週木曜23時〜に生放送オンエア。
2011年10月、イベント「真夜中は別の顔Vol.4」を一新、開催。会場を移し、イメージを変えて開催。ゲストにミラクルひかる、IMALUを招聘。
2012年2月、イベント「真夜中は別の顔Vol.5」を開催。ゲストにミラクルひかる、IMALU、恵比寿マスカッツを招聘。
2012年3月、LGBTポータルサイト『2CHOPO』を開設。タレントバブリーナと共に男女共同編集長となる。
2013年11月、イベント「真夜中は別の顔」を「COLORS TOKYO」に改名、開催。プロデューサーを務め、「LGBT×芸能」をコンセプト主軸に置き、毎月開催をスタートさせる。

### メジャーデビュー
2013年4月4日、ユニバーサルミュージックから配信シングル『ArcH QUEEN』でメジャーデビュー。新宿2丁目の実在するクラブ「club ArcH」をモチーフにしている。プロモーションビデオには友人のゲイビデオ男優/モデル真崎航が出演。

### ユニット「nuDex」
2014年2月、AV女優西野翔とのLIVEユニット「nuDex」が誕生。自身の楽曲を使用し歌劇として見せるパフォーマンス形態をとっている。ユニット名「nuDex」は一般公募により決定された。

### 突然の活動休止
2014年6月、所属事務所により活動休止が発表される。発表後の音源リリースなどはない。

## 音楽性とイメージ

### 歌の主題
セックス、同性愛、フェティズムに言及している楽曲が多い。彼女は自身の曲を「自己解放ソング」と称している。

### イメージ
「セックスアイコン」と称されている。

## 人物
所属事務所の社長は、彼女を「日本人女性」「血液型B型」「身長168cm」「年齢10万24歳」のアーティストだと紹介している。2010年9月20日付けの『東京スポーツ』芸能欄にて、両性愛者であることを公表した。
新宿二丁目のゲイコミュニティにも精通し、ドラァグクイーンや女装タレントとの交友関係がある。
ゲイイベントにもレズビアンイベントにも両方出演し、ライブを行っている。

### 交友関係
- ミラクルひかる（芸人）
- IMALU（アーティスト／タレント）
- 柳原可奈子（芸人）
- バブリーナ（タレント）
- ブルボンヌ（執筆家）
- 真崎航（ゲイビデオ男優）
- 西野翔（AV女優）
- 麻美ゆま（AV女優）

## ディスコグラフィ

### シングル
- 脱ぎなさいよ 　(2010.4.4) - 2枚組（PVを収録したDVD付）

### デジタル・シングル
2010年5月より、12ヶ月連続配信「セックスは物事の中心よ」をリリース。
| 配信開始日     | タイトル                      |
| -------------- | ----------------------------- |
| 2010年5月12日  | She is Mine                   |
| 2010年6月9日   | カミングアウト                |
| 2010年7月7日   | GAME                          |
| 2010年8月11日  | 禁断リアル                    |
| 2010年9月8日   | Erotical                      |
| 2010年10月13日 | 赤い鍵穴                      |
| 2010年11月10日 | 陽炎                          |
| 2010年12月8日  | ウタカタディスコ              |
| 2011年1月12日  | 悪女                          |
| 2011年2月9日   | SPUNK STAR                    |
| 2011年3月9日   | 愛 ―さくら―                   |
| 2011年4月13日  | NUGINASAI-YO (ENGLISH LESSON) |

- ArcH QUEEN (2013年4月4日 メジャー第1弾)

### 参加楽曲
- さくら （作詞・歌唱。作曲は向谷実）- 向谷が主宰する『向谷倶楽部』で制作され、向谷が出演したNHKの特別番組「BSデジタル号がゆく!〜ブルートレイン 九州一周の旅〜」（2010年9月5日）では、中西圭三の歌唱で放送された。2010年12月19日にiTunes storeでリリース（中西はコーラスで参加）。またこの楽曲は、2011年3月12日に全線開通予定の九州新幹線応援ソングとなっており、それに先駆けてCD化されることが決定。デジタル配信済の音源に加え、発車音なども加えた全12曲入りのCDシングルが、楽天JR九州商事オンラインショップにて2月14日より予約販売がスタートした。

## 出演
- 日刊キムビTV （USTREAM）
- 週刊ばぶとキムビ （USTREAM 毎週金曜日23:00〜）